# روبرتو فابري
روبرتو فابري (بالإيطالية: Roberto Fabbri)‏ هو عازف الغيتار الكلاسيكي وملحن إيطالي، ولد في 1964 في روما في إيطاليا.

## وصلات خارجية
- روبرتو فابري على موقع ديسكوغز (الإنجليزية)